# Mobile IP
Mobile IP is een netwerkprotocol van het Internet Engineering Task Force (IETF), bedoeld om gebruikers van mobiele apparaten hun permanente IP adres te laten behouden, terwijl ze wisselen tussen verschillende netwerken.

## Inleiding
Mobile IP biedt een efficiënt en schaalbaar mechanisme voor mobiliteit van apparaten op het internet. Met Mobile IP is het mogelijk van aansluitpunt naar het internet te wisselen zonder dat het IP adres verandert, waardoor verbindingen actief kunnen blijven.

## Toepassingen
Mobile IP wordt vaak gebruikt in draadloze WAN omgevingen waar gebruikers hun mobiele apparaten moeten meenemen tussen LANs met verschillende IP adressen. Maar het wordt ook gebruikt in 3G netwerken om gebruikers transparantie te bieden wanneer ze zich verplaatsen tussen telefoonmasten.
Bij veel toepassingen (waaronder VPN en VoIP), kan het plotseling wisselen van netwerk en IP-adres tot problemen leiden.

## Werking
Een apparaat kan twee adressen hebben: een permanent Home-adres en een Care-of-adres, die verbonden is met het gastnetwerk.
Er zijn twee verschillende agents in Mobile IP:
- De Home-agent houdt informatie bij over mobiele apparaten die een permanent adres hebben binnen hetzelfde netwerk.
- De Foreign-agent houdt informatie bij over mobiele apparaten die te gast zijn op het netwerk. Zij adverteren ook de Care-of-adressen.

Wanneer er communicatie plaatsvindt tussen een apparaat en een Mobile IP apparaat, worden de pakketten eerst naar het Home-adres verstuurd. Deze pakketten worden door de Home-agent onderschept, die een aan de hand van een tabel de pakketten met een nieuwe IP-header (terwijl de oude wordt bewaard) door een tunnel doorstuurt naar het Care-of adres van het Mobile IP apparaat. Aan het einde van de tunnel wordt de originele IP header weer hersteld, en wordt het pakket naar het apparaat doorgestuurd.
In het geval dat het Mobile IP apparaat de verzender is, worden alle pakketten direct naar de ontvanger verstuurd via de Foreign-agent. Wanneer het mogelijk is, zou de Foreign-agent de pakketten via een tunnel naar de Home-agent kunnen sturen (Reverse Tunneling).
In het Mobile IP protocol is het volgende vastgesteld:
- Een beveiligde registratieprocedure waarin een apparaat zijn Home-agent(s) informeert over zijn Care-of-adres(sen).
- Een uitbreiding op ICMP Router Discovery, waarin apparaten Home-agents en Foreign-agents kan vinden.
- De regels voor het routeren van pakketten van en naar Mobiele apparaten, inclusief de specificatie voor een verplicht tunnel-mechanisme en een aantal optionele tunnel-mechanismen.

## Toekomst
Op dit moment worden uitbreidingen op Mobile IP ontwikkeld, zoals het Mobile IPv6 and Hierarchical Mobile IPv6 (HMIPv6), om mobiele communicatie te verbeteren, door de processen veiliger en efficiënter te maken.
Onderzoekers zijn ook bezig met de ondersteuning van mobiele communicatie zonder vooraf-aangelegde infrastructuur, zoals nodig is bij Mobile IP.

## Vergelijking met NetBIOS
Met zowel Mobile IP als met NetBIOS in combinatie met de Microsoft Network Neighborhood services, is het mogelijk apparaten te vinden. Maar deze twee protocollen werken op verschillende lagen in het OSI-model, NetBIOS werkt in de Sessielaag en heeft een Netwerklaag nodig, Mobile IP werkt in de Netwerklaag.